# ハクゾウメディカルテクノス
ハクゾウメディカルテクノス株式会社は、大阪府大阪市に登記上の本店を、熊本県菊池市、福島県相馬市に工場を置く医療用衛生材料の製造を行う企業である。

## 沿革
- 1972年2月 - 熊本県菊池郡七城町（現：菊池市）に熊本工場新設
- 1975年 - 開発部・販売促進課を開設
- 1993年12月 - 佐々木繃帯株式会社熊本工場、別法人として分離独立
- 1994年5月 - ハクゾウメディカル熊本株式会社に社名変更
- 2000年 - ハクゾウメディカルテクノス株式会社に社名変更
- 2008年4月 - 福島県相馬市に福島工場設立

## 工場
- 熊本工場 - 熊本県菊池市七城町流川205
- 福島工場 - 福島県相馬市光陽2丁目2番1号